# Mezzani
Mezzani je obec v provincii Parma v italském regionu Emilia-Romagna, nacházející se 90 km západně od Bologni a asi 20 km jihozápadně od Parmy.

## Geografie
Sousední obce: Brescello (RE), Casalmaggiore (CR), Colorno, Parma, Sorbolo, Torrile a Viadana (MN).
Mezzani se dělí na 8 vesnic. Jedná se o Bocca d'Enza, Casale, Ghiare Bonvisi, Mazzabue, Mezzano Inferiore, Mezzano Rondani, Mezzano Superiore, Valle.